# Ashleigh Southern
Ashleigh "Ash" Southern, född 22 oktober 1992 i Ingham i Queensland, är en australisk vattenpolospelare. Hon deltog i den olympiska vattenpoloturneringen i London där Australien tog brons.
Southern tog VM-silver i samband med världsmästerskapen i simsport 2013 i Barcelona.